# ميشيل باتس
ميشيل باتس (بالإنجليزية: Michael Bates)‏ هو ممثل بريطاني، ولد في 4 ديسمبر 1920 بجانسى في الهند، وتوفي في 11 يناير 1978 بكامبريدج في المملكة المتحدة بسبب سرطان.

## أعمال

### أفلام
- (1970) باتون[4][5]
- (1971) برتقالة آلية[6]

## وصلات خارجية
- ميشيل باتس على موقع IMDb (الإنجليزية)
- ميشيل باتس على موقع ألو سيني (الفرنسية)
- ميشيل باتس على موقع ميوزك برينز (الإنجليزية)
- ميشيل باتس على موقع أول موفي (الإنجليزية)
- ميشيل باتس على موقع قاعدة بيانات الأفلام السويدية (السويدية)
- ميشيل باتس على موقع إن إن دي بي (الإنجليزية)
- ميشيل باتس على موقع قاعدة بيانات الفيلم (الإنجليزية)
- ميشيل باتس على موقع كينوبويسك (الروسية)